# 564. pehotni polk (Wehrmacht)
Za druge 564. polke glejte 564. polk.
564. pehotni polk (izvirno nemško Infanterie-Regiment 564) je bil eden izmed pehotnih polkov v sestavi redne nemške kopenske vojske med drugo svetovno vojno.

## Zgodovina
Polk je bil ustanovljen 22. maja 1940 kot polk 10. vala iz nadomestnih čet WK V pri Pragi in dodeljen 271. pehotni diviziji.
Organizacija polka je bila julija 1940 zaustavljena zaradi hitrega zaključka francoske kampanje; čete so bile vrnjene k izvirnim enotam.